# Pohénégamook
Pohénégamook är en stad (kommun av typen ville) i provinsen Québec i Kanada. Den ligger i regionen Bas-Saint-Laurent, i den östra delen av landet, 500 km öster om huvudstaden Ottawa. Staden består av flera mindre byar – de tre största, Estcourt, Saint-Éleuthère och Sully, var centrum i de tre kommunerna Saint-Pierre-d'Estcourt, Saint-Éleuthère och Sully som slogs ihop 1973.